# امپراتور گونگدی
امپراتور گونگدی با نام تولد یانگ یو(چینی: 隋恭帝)، (سلطنت: ۶۰۵~۶۱۹ میلادی)؛ امپراتور دودمان سویی چین بود. لی یوان( گائوزو) او را به عنوان امپراتور دست نشانده منصوب کرد.

## زندگی پیش از سلطنت
یانگ یو در سال ۶۰۵ به عنوان پسر یانگ ژائو، پسر و ولیعهد امپراتور یانگ متولد شد. مادر او همسر یانگ ژائو، ولیعهد وی بود. او احتمالاً کوچک‌ترین پسر از سه پسر یانگ ژائو بود - او به وضوح از یانگ تان (楊倓) کوچک‌تر بود، متولد ۶۰۳، و احتمالاً کوچک‌تر از یانگ تانگ، که سال تولدش مشخص نیست. با این حال، طبق اصول کنفوسیوس جانشینی، او وارث مناسب یانگ ژائو در نظر گرفته می شد، زیرا مادرش همسر یانگ ژائو بود، در حالی که مادران یانگ تان و یانگ تانگ صیغه بودند. یانگ ژائو در سال ۶۰۶ درگذشت. با این حال، امپراتور یانگ هیچ یک از برادرانش را ولیعهد نکرد تا جانشین یانگ ژائو شود، و این موضوع را مبهم گذاشت که آیا یکی از آنها، یا یانگ جیان، برادر کوچکتر یانگ ژائو، شاهزاده چی  تاج و تخت را در نهایت به ارث خواهند برد یا نه. او سه پسر یانگ ژائو را شاهزادگان امپراتوری ساخت و یانگ تو لقب شاهزاده دای را دریافت کرد. از آنجایی که امپراتور یانگ اغلب در پایتخت چانگان نمی ماند، از سال ۶۱۳، یانگ یو هشت ساله را به طور اسمی مسئول چانگان کرد، اگرچه او مسئولیت واقعی وی ونسنگ (衛文昇) را به عهده گرفت.  در اواخر همان سال، زمانی که ژنرال یانگ ژوانگان شورش کرد و به پایتخت شرقی لویانگ حمله کرد، این وی بود که نیروهایی را از چانگان برای کمک به دفاع از لوئویانگ رهبری کرد.
در سال ۶۱۷، ژنرال لی یوان که از امپراتور یانگ می ترسید (زیرا امپراتور یانگ به دلیل ناتوانی او در دفاع در برابر حملات توجو از او ناراضی شده بود و پس از پیشگویی هایی مبنی بر نام امپراتور بعدی لی به او مشکوک شده بود) در مقر او شورش کرد. در تایوان (太原، در تایوان مدرن، شانشی). لی که می‌خواست هم از امپراتور یانگ فاصله بگیرد و هم به نیروهای سوئی اعلام کند که هنوز به دودمان سویی وفادار است، ادعا کرد که هدفش حمایت از یانگ یو به عنوان امپراتور و متقاعد کردن یانگ گوانگ برای بازگشت از جیانگدو (江都، در یانگژو مدرن ، جیانگ سو) به عنوان تایشانگ هوانگ (امپراتور بازنشسته)است. لی به سرعت به چانگان رفت و در طول مبارزات انتخاباتی لی، وی(wei) درگذشت. فرماندهان وی(wei)، یین شیشی (陰世師) و گو یی (骨儀) که مسئولیت شهر و سرپرستی یانگ یو را بر عهده داشتند در زمستان ۶۱۷، نیروهای لی، دفاع  چانگان را شکستند. لی، یانگ یو را گرفت و او را امپراتور (به عنوان امپراتور گونگ) اعلام کرد، از راه دور به امپراتور یانگ عنوان تایشانگ هوانگ را پیشنهاد کرد، اما تنها قلمرو تحت کنترل لی، یانگ یو  را به عنوان امپراتور به رسمیت شناخت.

## دوران سلطنت
زمانی که امپراتور گونگ امپراتور بود، قدرت واقعی در دستان لی یوان بود و لی از یانگ یو خواست که او را شاهزاده تانگ بسازد. به سرعت، فرماندهی های اطراف، از جمله اکثر مناطق مدرن شانشی، سیچوان، و چونگ کینگ، به لی تسلیم شدند.
در بهار ۶۱۸، زمانی که لویانگ توسط رهبر شورشیان لی می مورد حمله قرار گرفت، لی نیروهایی را به فرماندهی پسرانش لی جیانچنگ و لی شیمین به آنجا فرستاد و ادعا کرد که به دفاع از شهر کمک می‌کنند. نیروهای سوئی در لویانگ از به رسمیت شناختن اقتدار لی خودداری کردند و هیچ تماسی با نیروهای لی جیانچنگ و لی شیمین نداشتند و پس از درگیری کوتاه با نیروهای لی می عقب نشینی کردند. در تابستان ۶۱۸، تنها شش ماه پس از اینکه یانگ یو عنوان امپراتوری را به دست گرفت، لی از یانگ تاج و تخت را غصب کرد و سلسله تانگ را به عنوان امپراتور گائوزو تأسیس کرد.
امپراتور جدید(گائوزو) به امپراتور سابق مقام اشرافی شی را اعطا نمود البته در پاییز سال ۶۱۹ امپراتور سابق درگذشت، و در حالی که تاریخ های سنتی مستقیماً چنین چیزی را بیان نمی کنند، به نظر می‌رسد که او به دستور امپراتور تانگ کشته شده باشد. او پسری نداشت و عنوان او توسط یکی از برادرزاده‌های دورش به نام یانگ شینگجی (楊行基) به ارث رسید.